# Санчес Ковиса, Мариано
Мариа́но Са́нчес Кови́са (исп. Mariano Sánchez Covisa; 1919—1993) — испанский ультраправый политик, ортодоксальный франкист. Участник Второй мировой войны на стороне гитлеровской Оси. Лидер парамилитарной террористической организации Партизаны Короля Христа.

## На страже франкизма
В юности примкнул к франкистской стороне испанской гражданской войны. Был заключён в республиканскую тюрьму как опасный элемент. В 1941—1943 служил в Голубой дивизии, воевал в составе вермахта против СССР.
Вернувшись в Испанию, освоил профессию химика. Был фанатичным приверженцем каудильо Франко и сторонником франкистских порядков. Поддерживал франкистские общественные движения типа студенческой Defensa Universitaria.
В 1969 году Мариано Санчес Ковиса возглавил ультраправую боевую группировку Guerrilleros de Cristo Rey — Партизаны Короля Христа. Задачей организации стали силовые атаки в отношении антифранкистской оппозиции — левых активистов, коммунистов, анархистов и прежде всего баскских сепаратистов. В последние годы правления Франко был совершён ряд нападений. 2 мая 1974 года Санчес Ковиса с группой боевиков был арестован франкистской полицией за нападение на участников мессы Апостольского рабочего движения, но на следующий день освобождён.
В марте 1975 года Мариано Санчес Ковиса был замечен на севере Португалии. Испанские франкисты оказывали разностороннюю помощь португальским крайне правым силам, в том числе террористической Армии освобождения. Санчес Ковиса участвовал в деятельности европейского ультраправого интернационала, сотрудничал с Aginter Press.

Конечно, мы каждый день встречаемся с нашими единомышленниками, приезжающими в Мадрид. Иногда мы оказываем им гостеприимство, часто помогаем деньгами.

Мариано Санчес Ковиса

## Против реформ
После кончины Франко в 1975 году Мариано Санчес Ковиса стал одним из лидеров неофашистского сопротивления либерально-демократическим реформам. Выступал за сохранение основ франкистского режима. Тесно сотрудничал с Бласом Пиньяром.
«Партизаны Короля Христа» совершили ряд нападений и терактов против левых и сепаратистов. 9 мая 1976 года они активно участвовали в Резне Монтехурра. Весной 1978 года в наваррском городе Памплона произошли кровопролитные уличные столкновения между франкистами и баскскими активистами. Ранее боевики Санчеса Ковисы подозревались в причастности к убийству в Мадриде студента-демонстранта Артуро Руиса и к расстрелу на улице Аточа. В феврале 1977 арестовывался госбезопасностью. Давал объяснения суду по делу об убийстве на Аточа.

Если ситуация ставит вопрос о готовности убить, то на службе Отечеству не должно быть сомнений.

Мариано Санчес Ковиса

Санчес Ковиса был наиболее радикальным критиком демократизации Испании. Он нападал не только на либеральное правительство Адольфо Суареса, но и на короля Хуана Карлоса I, называя его вступление на престол «ошибкой каудильо». Поддержал военный мятеж F-23, высказывал симпатии к подполковнику Техеро.
Негативно складывались отношения Санчеса Ковисы с системными правыми. Политику испанских консерваторов Санчес Ковиса рассматривал как отход от предначертаний каудильо. Перед парламентскими выборами 1982 года он выступил с резкой публичной критикой лидера правоконсервативных сил Мануэля Фраги Ирибарне. Ультраправый радикал обвинял правого лидера в «тайном сотрудничестве с марксистами», контактах с генеральным секретарём еврокоммунистической компартии Сантьяго Каррильо и председателем соцпартии Фелипе Гонсалесом, а также в связях с Израилем.

Мне остаётся лишь повторить слова дона Техеро: «Фрага, ты хуже Каррильо!»

Мариано Санчес Ковиса

## Оценки деятельности
С середины 1980-х активность испанских ультраправых заметно снизилась. Скончался Мариано Санчес Ковиса 24 сентября 1993 года в Серседе.
Мариано Санчес Ковиса и его организация негативно оцениваются в современной демократической Испании. Однако они остаются авторитетны в крайне правых политических кругах — как бойцы за дело каудильо, твёрдые антикоммунисты, защитники единства Испании.